# یوهان رودلف اشتادلر
یوهان رودلف اشتادلر (۱۶۰۵ – ۱۶ اکتبر ۱۶۳۷) ساعت‌ساز سوئیسی مقیم ایران بود که توسط حکومت صفوی اعدام شد.

## زندگی
او تا سال ۱۶۲۷ کشورش را ترک کرد و همراه عمویش ساکن قسطنطنیه شد و پس از چند سال ژان باپتیست تاورنیه را ملاقات کرد و همراه با او راهی اصفهان، پایتخت امپراطوری صفوی شد. او در سال ۱۶۳۱ به اصفهان رسید و خود را بعنوان یک ساعت‌ساز ماهر ثابت کرد و همسری نسطوری نیز برگزید، ازدواج کرد و باجناغ سفیر دوک‌نشین هولشتاین شد. او در زمان زندگی در ایران در زمان شاه صفی، ساعت‌های پایتخت را تعمیر کرد و ثروت فراوانی به دست آورد. او در سال ۱۶۳۷ همراه با سفیر (که ماموریتش به پایان رسیده بود) قصد بازگشت به کشور خود را داشت و در همین زمان شاه به او پیشنهاد مالی خوبی داد تا دو سال بیشتر در اصفهان بماند اما قبل از اینکه او در این مورد تصمیم‌گیری کند اتفاق ناگواری روی داد.
اشتادلر شبی دریافت که دزدی وارد خانه او شده‌است و پس از درگیری دزد را با گلوله از پای درآورد. همین فرد یکبار دیگر قبلاً وارد خانه شده بود و او را بیرون انداخته بود و به او گفته بود که دیگر به خانه‌اش نزدیک نشود. برخی منابع هم آورده‌اند که این فرد در واقع دزد نبود بلکه با همسر اشتادلر رابطه داشت. به هر حال، او دستگیر شد و طبق قانون آن زمان از آنجا که کافری مسلمانی را کشته بود به اعدام محکوم گردید ولی به او این فرصت داده شد که اسلام را بپذیرد و از اعدام رهایی یابد اما اشتادلر که مسیحی معتقدی بود نپذیرفت و در نهایت اعدام شد.
ژان شاردن در خاطره بازدید از گورستان ارامنه اصفهان می‌نویسد: میان این گورها قبر رودلف ساعت‌ساز است که به فرمان شاه صفی کشته شد، و بهتر آنست بگویم شهید شد؛ زیرا وی به قصاص کشتن کسی کشته شد که قصد کشتن وی را کرده بود. شاه در تمام طول مدتی که رودلف در ایران به سر می‌برد با کمال رأفت و ملایمت با او رفتار می‌کرد و اگر مسلمان می‌شد دارایی بی‌کران می‌یافت، و چون از دین خود به دین دیگری نپرداخت لایق عنوان جلیل شهید مسیحیت شد.